# Hipogrifo
Un hipogrifo es una criatura imaginaria híbrida, de apariencia mitad caballo y mitad grifo, que se asemeja a un caballo alado con la cabeza y los miembros anteriores de un águila. Su figura quizás provenga del bestiario fabuloso de los persas y de su simurgh, a través del grifo.
Su origen es evocado por el poeta latino Virgilio en sus Eglogas. Si alguna vez fue representado en la Edad Antigua y bajo los merovingios, es claramente nombrado y definido por primera vez en la obra de Ludovico Ariosto, el Orlando furioso, a inicios del siglo XVI. En este poema épico de caballería, inscrito en la continuidad del ciclo carolingio, el hipogrifo es una montura nacida naturalmente del apareamiento de una yegua y de un grifo, extremadamente rápido y capaz de volar alrededor del mundo, montado por magos y por nobles héroes, como el paladín Ruggiero que liberó a la bella Angélica sobre su lomo. Símbolo de impulsos incontrolados, el hipogrifo llevó a Astolfo hasta la luna. El éxito de este poema permite que la figura y el nombre del hipogrifo sean retomados en otras historias del mismo tipo.
Algunas veces representados en blasones en heráldica, el hipogrifo se convirtió en un tema artístico, ampliamente ilustrado por Gustave Doré en el siglo XIX. Al igual que muchas criaturas legendarias, retornó en las obras modernas y, en particular, en los juegos de rol, en los videojuegos, así como también en novelas de fantasía. La saga Harry Potter lo ha popularizado vivamente a través del personaje de Buckbeak.

## Etimología
El término «hipogrifo» proviene del italiano ippogrifo, nombre empleado por Ariosto en 1516. Esta palabra proviene, a su vez, del griego antiguo ἵππος / híppos, que significa «caballo», y del italiano grifo que significa «grifo» (del latín gryp o gryphus) y designa a otro animal fabuloso, suerte de águila en cuerpo de león, descrito como el padre del hipogrifo. La palabra fue adoptada por el idioma inglés bajo la forma «hippogriff» un poco antes de 1615.

## Orígenes
El antiguo posible origen del hipogrifo no es reconocido por unanimidad entre los especialistas contemporáneos. De hecho, esta criatura no es nombrada, ningún mito o leyenda la incorpora (a diferencia del grifo o del simurgh) antes de su aparición en Orlando furioso. La posición mayoritaria entre los especialistas (entre otros, el historiador ecuestre Marc-André Wagner) es considerar al hipogrifo como una creación de Ariosto en la continuidad del ciclo carolingio, a inicios del siglo XVI y a fines de la Edad Media. Jorge Luis Borges cita, por ejemplo, sin ambigüedad a Ariosto como el inventor del hipogrifo, al igual que los autores del Webster's 1828 American Dictionary No obstante, las representaciones artísticas próximas del hipogrifo son atestiguadas desde la Antigüedad.

### Representaciones artísticas
La supuesta representación más antigua del hipogrifo habría sido encontrada en las islas Baleares por los pisanos que la llevaron a su ciudad al regreso de la conquista de esas islas, época en la cual se construyó el domo de la catedral de Pisa. Conocido bajo el nombre de «Hipogrifo del Campo Santo», fue ubicado sobre el campanario del este. Así como lo reprodujo Jacques Paul Migne, esta representación es diferente al hipogrifo medieval: medía 69 centímetros de altura, sus alas y su cabeza se parecían a las de un águila o a las de un gallo, pero su parte inferior tenía formas análogas a las de un perro y sus patas estaban armadas de garras. Le faltaba una cola, pero se piensa que debía representar a una serpiente. La parte superior del cuerpo estaba cubierta de escamas de peces y un gran número de figuras. Considerado como un ídolo o talismán obra de los árabes, el hipogrifo del Campo Santo habría podido tener una función de oráculo.
En la época galo-romana y merovingia, se encuentran varias representaciones de híbridos de caballo y de rapaz, pero su significación sigue siendo muy oscura. Una moneda galo-griega combina un caballo-ave con la esvástica, símbolo de la rueda en movimiento. El hipogrifo merovingio difiere de la representación de Ariosto en que se trata de un équido con pico de rapaz y con cascos en forma de garras.

### Vínculos con elSimurgh

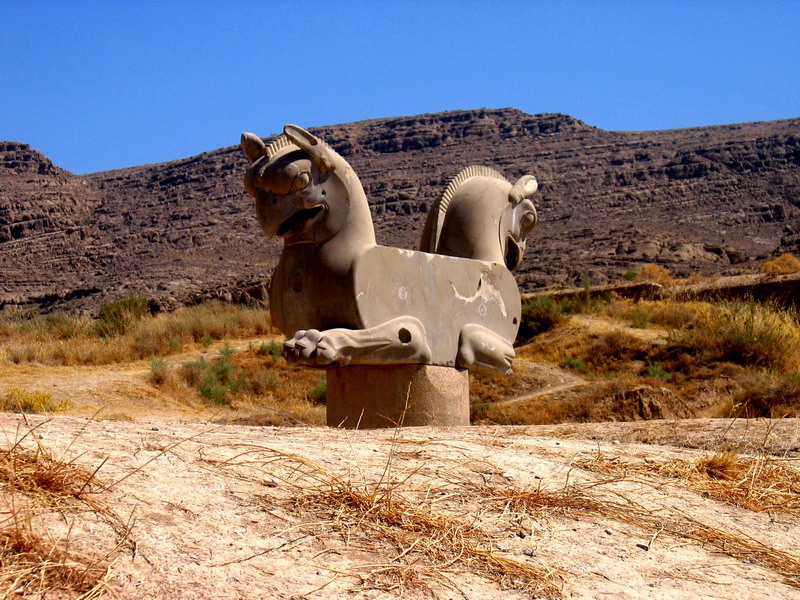
Capiteles de columnas en Persépolis representan homa.

Entre el bestiario mítico de los persas, un animal ocupa un lugar particular por su importancia en el curso de la historia, del lejano Elam hasta los safávidas (en el Shahnameh de Ferdousí) pasando por los aqueménidas (en Persépolis, por ejemplo), luego los sasánidas. Se trata del Simurgh o Simorgh, un animal fabuloso igualmente conocido bajo el nombre de homa, que se encuentra en el origen primigenio del mito del pájaro rokh de los árabes y del grifo (cuyo nombre proviene del persa) y, por consecuencia, citado como posible origen del hipogrifo. El Simorgh era una criatura gigantesca alada, capaz de llevar sin esfuerzo a un elefante en sus garras. A veces descrito como el equivalente oriental del hipogrifo; sin embargo, no tiene más que dos garras, incluido en las representaciones del Shahnameh, donde aparece el personaje de Rostam. Además, su origen es divino y juega un rol claramente de potencia guía, contrariamente al hipogrifo que es descrito como una montura de origen natural en los textos de Ariosto.

### En Grecia antigua

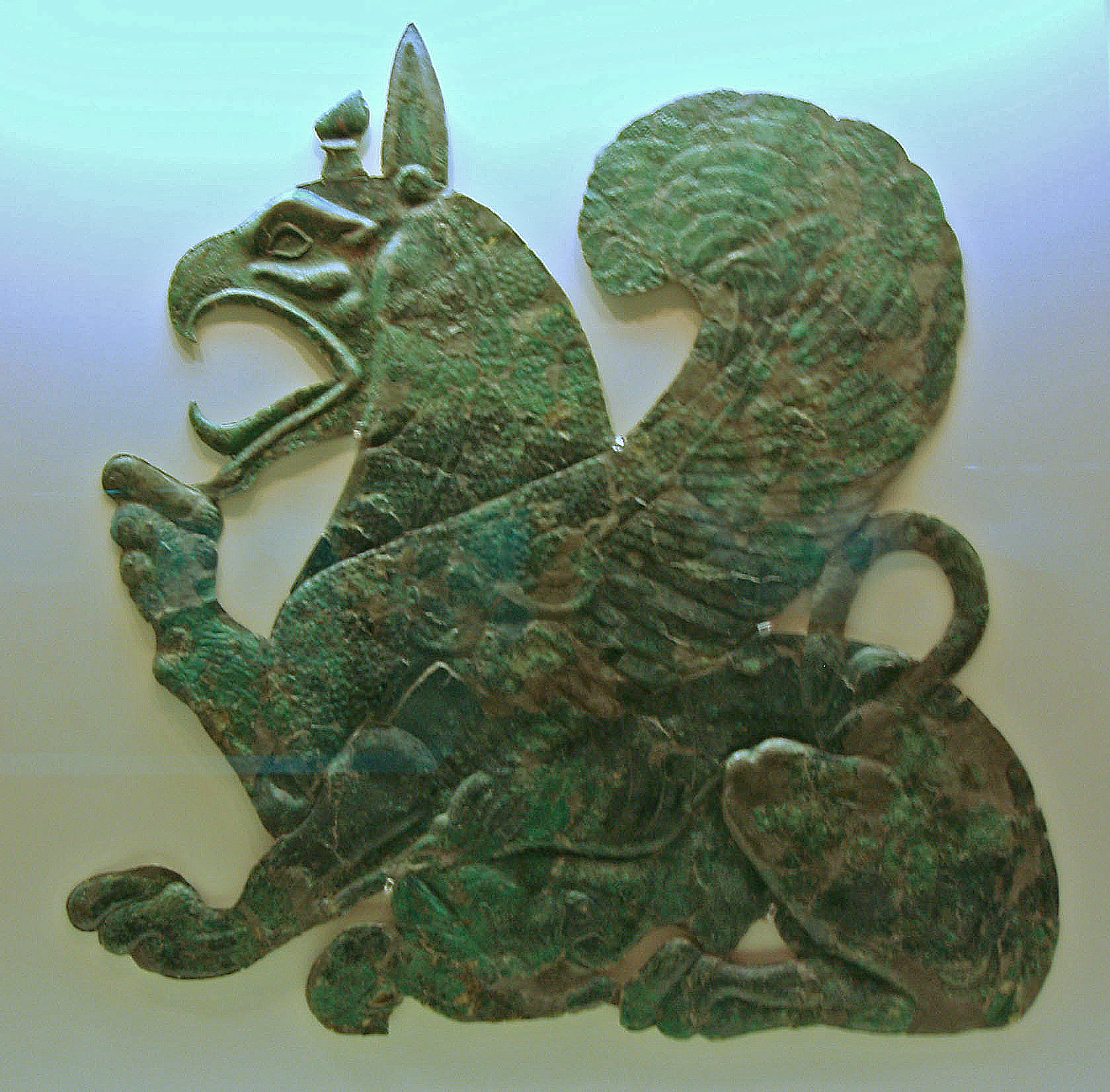
Olimpia, placa de bronce amartillada y recortada. Grifo amamantando a su cría. Taller peloponeso, 630-620 a. C. Las orejas de caballo están claramente visibles.

Durante la Antigüedad griega y según Cassandra Eason, los grifos e hipogrifos (sin que este último fuera nombrado explícitamente) serían muchas veces confundidos y ambos tendrían un origen persa, prestados de la mitología del Simorgh. El grifo está formado basándose en el águila, y el león, con lo cual combina sus potencias respectivas. Asociado al sol en numerosos culturas, tira del carro de Apolo, según la mitología griega y presenta la particularidad de ser él mismo en parte hipomorfo en ciertas representaciones, porque porta orejas de caballo. Ciertos autores del siglo XIX piensan que el hipogrifo estaba relacionado con el culto de Apolo, proveniente del Oriente, sin que se supiera si este animal mítico estaba vinculado a Apolo en tanto que dios de las Musas. Así, el mito del hipogrifo habría llegado a Europa por mediación de los griegos.
Un «pájaro a cuatro patas», cercano a la descripción de un hipogrifo y del hipalectrión aparece en el Prometeo encadenado de Esquilo, como una montura del Océano.
La idea del caballo alado y de criaturas quiméricas está presente en la época de la Antigua Grecia, como lo prueba el mito de Pegaso, caballo alado que lleva el rayo, con el hipogrifo medieval presente de numerosas similitudes morfológicas y simbólicas, el hipalectrión, híbrido mitad caballo y mitad gallo, y desde luego el grifo, híbrido mitad águila y mitad león, que lleva a menudo una cresta de aletas y orejas de caballo.

### En la Antigua Roma
En la literatura latina se encuentra una evocación del origen del hipogrifo, más tarde reutilizado por Ariosto, bajo la pluma de Virgilio en sus Eglogas:

los grifos se aparearon con yeguas, los ciervos tímidos y los perros vendrán a beber juntos...
Virgilio. Eglogas

Virgilio considera que la unión de los grifos con los jumentos era un mal presagio y, según Jorge Luis Borges, significa «la imposibilidad o la incongruencia»
Mario Servio Honorato, gramático del siglo IV, cuyo comentario sobre Virgilio In tria Virgilii Opera Expositio ha sido perennizado, añade que los grifos son mitad águila y mitad león, habitan en los Monter hiperbóreos y son los enemigos formidables de los caballos (hoc genus ferarum in hyperboreis nascitur montibus [...] equis vehementer infesti), sin duda para dar más fuerza a su relato. Jorge Luis Borges agrega que la locución Jungentur jam grypes equis, es decir, «cruzar grifos con yeguas», se volvió proverbial con el tiempo gracias a este comentario.
Entre los temas de combates entre animales figuran en adornos de oro de los escitas, se encuentran grifos atacando a caballos, lo que permite suponer que el apetito del grifo por el caballo ya era conocido. El propio hipogrifo es descrito (pero no nombrado) por Plinio el Viejo, en su Historia natural.

## El hipogrifo en la literatura

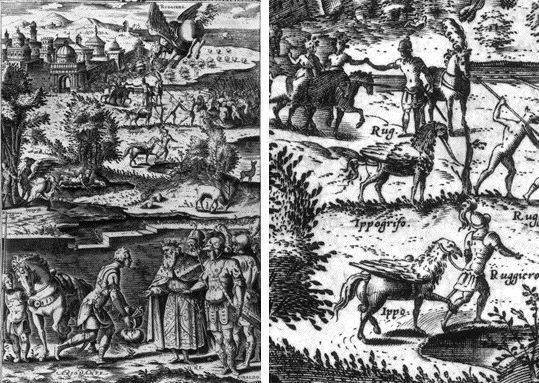
Ilustración de Orlando furioso por Girolamo Porro en 1584. París, Biblioteca Nacional de Francia.

A partir de la Chanson de Roland y otros materiales de la Edad Media, Ariosto da al hipogrifo sus cartas de nobleza en la literatura. Para los autores del siglo XIX, esta criatura se convirtió un poco en el «Pegaso de la Edad Media»

### Orlando furioso

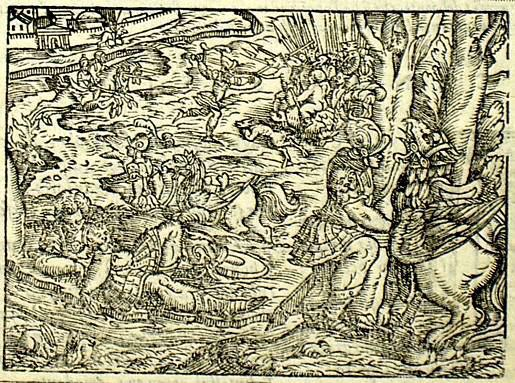
Ilustración del Orlando furioso, grabado sobre madera, 1566, Montpellier, Médiathèque centrale d’agglomération Émile Zola.

Fue gracias al escritor y poeta italiano Ludovico Ariosto (1474-1533), quien empleó por primera vez el nombre de ippogrifo en su célebre Orlando furioso, que esta criatura pasó a la posteridad. Jorge Luis Borges remarca que «esta descripción parece escrita como para un manual de zoología fantástica»:

El corcel no es falso, sino natural, porque un grifo lo engendró con un jumento. Del padre tiene la pluma y las alas, las patas de adelante, el rostro y el pico; las otras partes, de la madre, y se llama hipogrifo.
Ariosto. Orlando furioso

Ariosto fue el primero en realizar una descripción tan completa de lo que el llama varias veces un «caballo alado» sin darle nombre preciso y que posee, como su padre el grifo, la cabeza de un águila y las patas de adelante armadas de garras poderosas y afiladas. El resto de su cuerpo es parecido al de su madre, la yegua, con una grupa y una cola de caballo.

#### Rol del hipogrifo en el texto
Según el Orlando furioso, se verían algunos hipogrifos, pero en cantidad pequeña, en los montes Ripeos sobre los mares glaciales. Gracias a su paciencia, su arte y su aplicación, el mago Atlante logró atraer a uno fuera de su manada para domarlo. Un mes le fue necesario para habituar al hipogrifo a su brida y a ser montado. Luego, el animal se deja montar por donde lo guíe su amo. Atlante montó a este animal para raptar a jóvenes y encontrar enemigos a abatir en tierra, las excursiones de este encantador desolaron día y noche la comarca. Más tarde, Atlante fue vencido por Bradamante y el hipogrifo comenzó a vagar sin dejar que nadie se le acerque, con excepción del caballero Ruggiero quien lo monta a horcajadas. Se trata de una trampa tendida por el encantador quien desea alejar a Ruggiero de Europa, por lo que el caballero queda a merced de los caprichos del animal fabuloso. Luego, consulta a un sabio quien le dice que le enseña a llevar al hipogrifo con una clavija en torno del cuello a fin de hacerlo voltear y detenerse. A lo largo de numerosas aventuras que lo llevan a diversos países volando a la velocidad del viento, Ruggiero salva a la princesa Angélica de un monstruo marino. Tras haber volado miles de kilómetros en línea recta, el hipogrifo y Ruggiero se posan sobre una bella isla exótica y el caballero viajero Astolfo obtiene esta montura, para su gran alegría. El hipogrifo, cuya función es permitir viajar por todo el mundo, lo conduce a la luna y luego al paraíso terrestre. Finalmente, el hipogrifo es liberado y se echa a volar en el cielo. No se le vuelve a ver nunca más.

#### Interpretaciones
A veces, el hipogrifo tiene reacciones imprevistas, pero vuela de un país al otro llevando a sus diferentes caballeros. La descripción del hipogrifo, más fuerte, más inteligente y volando mejor, más rápido y más lejos que el águila o el halcón, «más rápido que el ave que porta el rayo» y avanza a una velocidad que iguala a la flecha que surca el aire o el trueno que cae y estalla con estruendos», se mantiene como una norma cuando es retomada por los autores posteriores. Según Barbara Reynolds, quien hace remontar la genealogía del animal hasta el Pegaso de la mitología griega (al igual que Pegaso, el hipogrifo lleva a sus diferentes caballeros por todo el mundo), nunca es presentado como mítico o legendario. Por el contrario, es el fruto de amores totalmente naturales entre el jumento y el grifo. Ariosto insiste particularmente sobre el nacimiento de la criatura y sobre el hecho que «no es falso»: el hipogrifo está, pues, más cercano a la ciencia ficción que a la fantasía por su descripción.
El Orlando furioso, descrito como una obra mayor inscrita en la continuidad del ciclo carolingio, da nacimiento a numerosas interpretaciones. Ariosto muy probablemente se habría inspirado en textos grecorromanos para componer su obra, aunque ello sea difícil de probar. Varios intentos de interpretaciones sostienen que Ariosto habría plagiado obras antiguas. Así, el hipogrifo es el equivalente de Pegaso y Angélica, de la Andrómeda que es liberada por el héroe Perseo, igualmente fulminando a un monstruo marino, lo que recuerda fuertemente a la escena, abundantemente representada artísticamente, de la liberación de Angélica con Roger.

### Obras posteriores a Ariosto

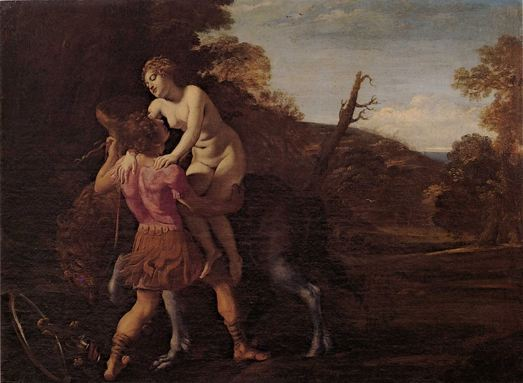
Roger llegado a Bretaña hace descender a Angélica del hipogrifo, pintura sobre lienzo de Giovanni Lanfranco, hacia 1616. Conservado en Urbino, Galleria nazionale delle Marche.

El hipogrifo es mencionado varias veces en las novelas de caballería en el curso del Renacimiento, por autores que se inspiran en el Orlando furioso y lo hacen, como su creador original, la montura de los caballeros. Hacia 1540, la continuación del Amadís de Gaula, Agesilan de Colchos, escrita por Cirféa, reina de Aegives, cuenta la historia de Agesilan, nieto de Amadís, quien se encuentra bloqueado en plena tormenta y asilado sobre una roca con su novia Diana, cuando aparece un caballero en un hipogrifo y los salva a ambos para conducirlos a su residencia en las islas Canarias. En 1605 y 1615, en la novela Don Quijote, el caballo Rocinante es supuestamente más rápido que el hipogrifo de Astolfo, él mismo, «fogoso como un león y dócil como un cordero a la mano que lo guía».
El hipogrifo aparece en relación con Carlomagno y sus paladines en Legends of Charlemagne, or Romance of the Middle Ages, en 1863, una reestructuración de los textos de Ariosto por Thomas Bulfinch.

### DelsigloXVIIIalXIX

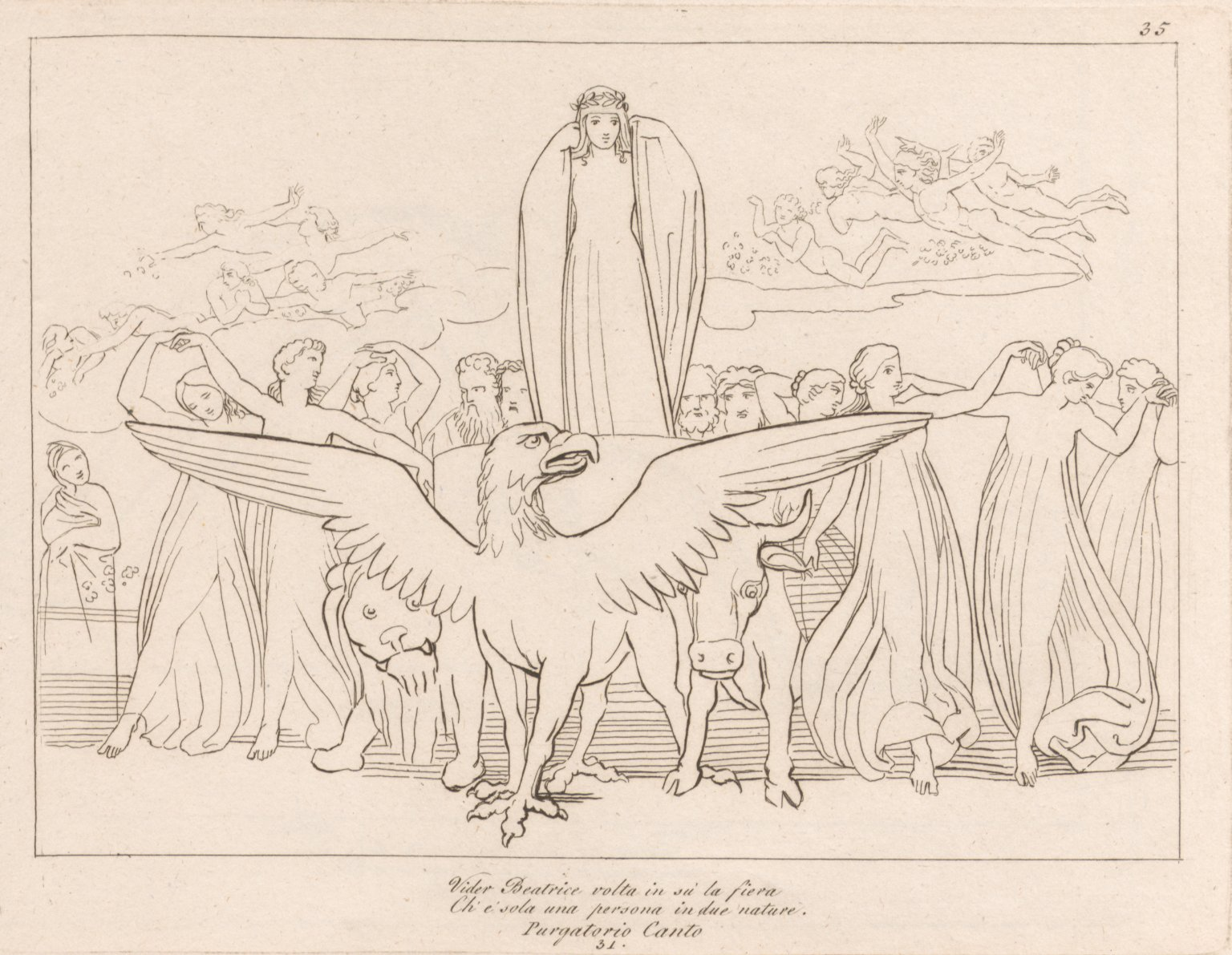
Grabado para la Divina comedia de Dante que representa a un hipogrifo o a un grifo. Ilustración de John Flaxman, grabado por Tommaso Piroli. Division of Rare and Manuscript Collections, Biblioteca de la Universidad de Cornell, 1793.

Después de la popularidad del hipogrifo relacionado con el Orlando furioso de Ariosto y antes de su renacimiento en las ilustraciones del siglo XIX del mismo Orlando furioso por Gustave Doré, el hipogrifo no cayó en el olvido, puesto que es mencionado regularmente en una serie de obras literarias, entre ellas la del poeta John Milton no es la menor:

So saying he caught him up, and without wing
Of hippogrif, bore through the air sublime
Over the wilderness and o'er the plain.
Y diciendo esto, lo tomó y sin alas
de hipogrifo, se hundió en el aire sublime
Encima de la naturaleza y encima de la llanura.
John Milton, Paradise Regained (1671), canto IV

A fines del siglo XIX, una versión de la leyenda de Perseo y Andrómeda menciona al hipogrifo (y no a Pegaso) como la montura de ese héroe cuando confronta al monstruo marítimo que amenaza a su amada. Por la misma época, una novela italiana invitaba al lector a montar a un hipogrifo para visitar ese país desde el cielo.

#### Merlín y Turpin
En 1860, un hipogrifo fue asociado, bajo la pluma de Edgar Quinet en su novela Merlín, el encantador, a una interpretación de las leyenda artúricas: Merlín y su compañero Turpin encontraron un hipogrifo ensillado con alas púrpuras y de oro; el animal dejó que se le aproximaran a seis pasos y sacudió sus alas, como si invitara a alguien a cabalgarlo. Turpin, fatigado de ir a pie, se aprestó a hacerlo, mientras que el sabio Merlín lo disuadía advirtiéndole del peligro para este (porque solo el amo legítimo del hipogrifo sabía montarlo) y de la tristeza de aquel cuando no encontrara su montura.

#### El solitario
Hipogrifo, hipogrifo liberador, llévame más alto que el cielo. Para obedecer al anciano divino, iremos, oh monstruo, más allá de las puertas del horizonte. Montaré sobre las ciudades, sobre el campo donde sufrí.
El solitario de Éphraïm Mikhaël

El solitario es un poema en prosa del simbolista Éphraïm Mikhaël, fechada en 1889, que cuenta la historia de un hombre llamado Stellus. Esta historia es una Bildungsroman y de búsqueda caballeresca que ve pasar al héroe por diferentes pruebas, incluyendo el conocimiento de la naturaleza, el combate y el amor. Stellus, que habla el lenguaje de los pájaros y del bosque, viaja y llega a un país donde los habitantes son atormentados por un hipogrifo, monstruoso caballo alado venido de una montaña, que vomita llamas sobre sus cultivos. Sus pezuñas son de diamante y el batir de sus alas sacude las paredes de las casas.
y el batir de sus alas sacudió las paredes de las casas. Se realizaron búsquedas en el suelo, rompiendo los granos de siembra y el ganado aplasta un vistazo, incluso la eliminación de jóvenes vírgenes para llevarlos en el aire y derriba al morir. Una profecía dice que el alto el hipogrifo daño los días en que un hombre se sienta en sus alas y llevar a las estrellas. Excava el suelo arrancando los granos sembrados y fulmina a los bueyes de una mirada, incluso raptar a jóvenes vírgenes para llevarlas alto en el cielo y lanzarlas a la tierra, donde mueren. Una profecía dice que el hipogrifo dejará sus fechorías el día en que un hombre se siente entre sus alas y se dejará llevar a las estrellas. Stellus acepta montar la bestia y se echó a volar con ella: nunca más se les vio.
Varias interpretaciones se enfrentan por este texto, según una de ellas, Stellus monta el hipogrifo para no tener que soportar más a los hombres y, según otra, se sacrificó por amor a la humanidad. Aunque claramente inspirado en el mito de Pegaso y Belerofonte, así como en textos de Ariosto, el poema tiene un propósito diferente y más feliz: Stellus es visto como un poeta príncipe solitario y el hipogrifo le parece ser el vehículo salvador que le permitirá alcanzar la luz de los cielos y, por lo tanto, la liberación.

## El hipogrifo en el arte
- Wikimedia Commons alberga una categoría multimedia sobre Roger rescatando a Angélica.

La representación artística más célebre del hipogrifo es un cuadro pintado por Jean-Auguste-Dominique Ingres en 1819, inspirado por un canto del Orlando furioso. Esta pintura, adquirida por Luis XVIII, fue el primer lienzo del pintor en entrar a una colección pública en el castillo de Versalles. La escena de la liberación de Angélica por Roger montado en un hipogrifo fue representada algunas veces del siglo XVI al XIX. En el siglo XIX, Gustave Doré creó una buena cantidad de grabados que representaban al hipogrifo para ilustrar una edición de Orlando furioso.

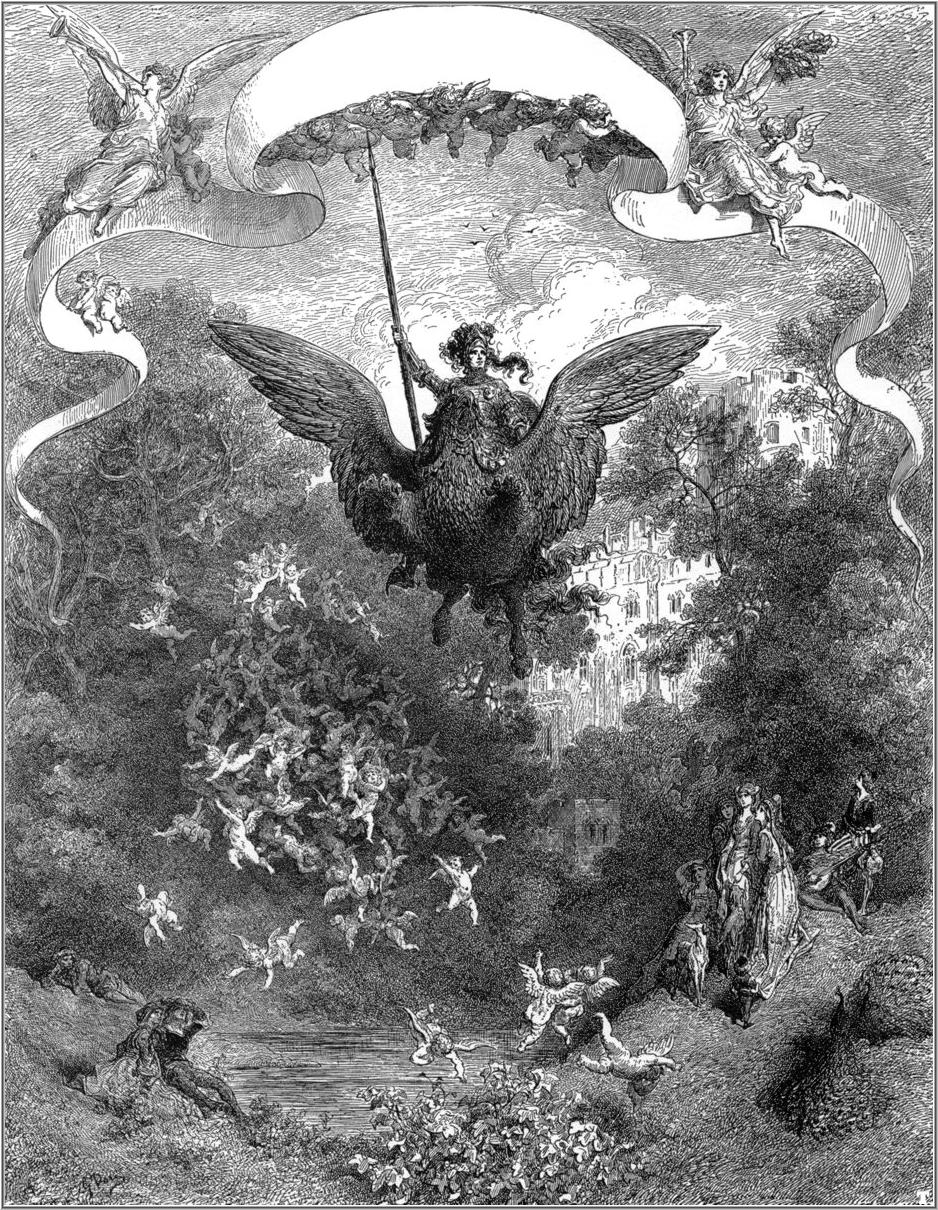
Orlando furioso, edición de 1878: frontispicio de la edición.
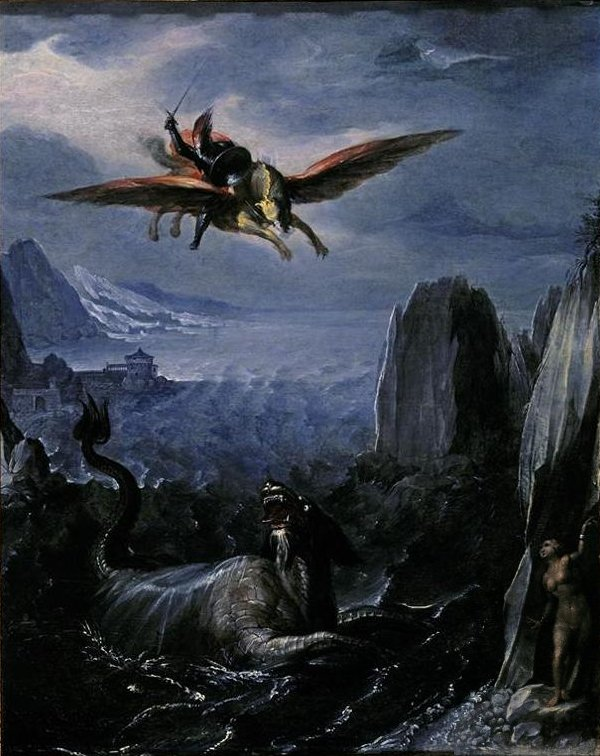
Roger salvando a Angélica, pintura atribuida a Girolamo da Carpi (1501–1556), El Paso Museum of Art
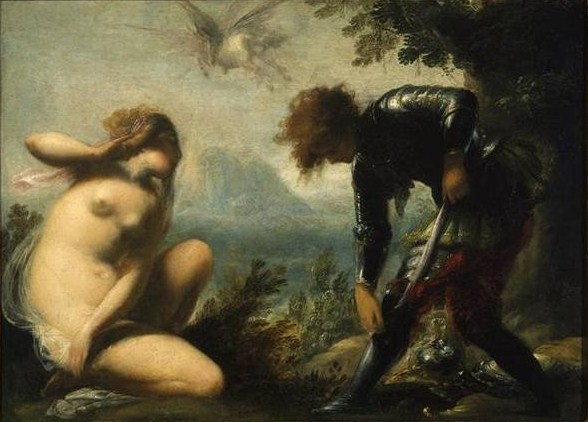
Angélica y Roger por Cecco Bravo, 1660, David and Alfred Smart Museum of Art.
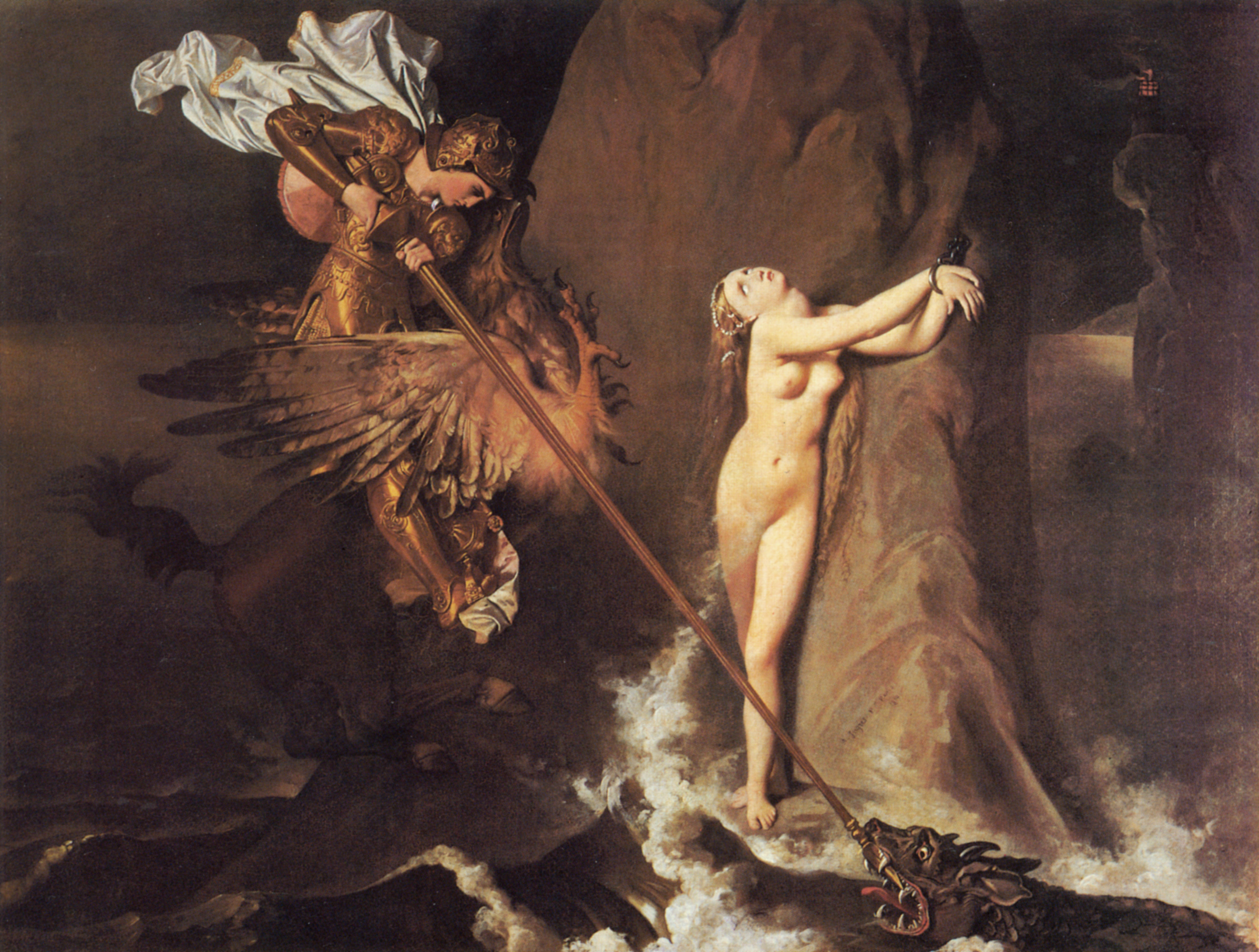
Roger liberando a Angélica por Dominique Ingres, 1819. París, Museo del Louvre.
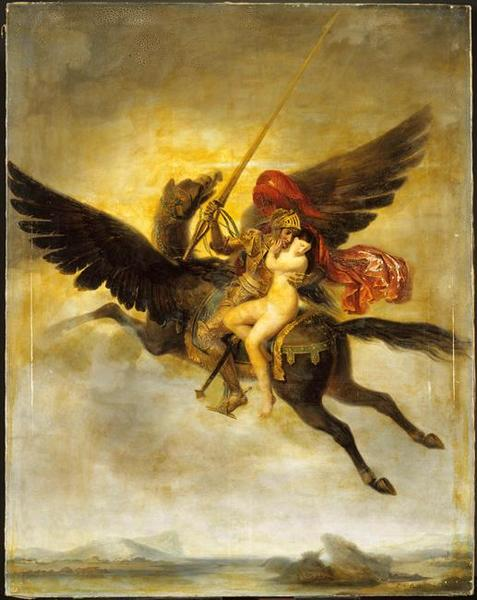
Roger liberando a Angélica, por Louis-Édouard Rioult (1790 - 1855), óleo sobre lienzo, París, Museo del Louvre.

### Heráldica
El hipogrifo es una figura heráldica imaginaria bastante frecuente en Inglaterra. En ese caso, es utilizada como «soporte» y no como «mueble heráldico». Además, es usual que se empleen animales, míticos o no, para soportar los escudos que rodean.
El gran desarrollo de la heráldica en la Edad Media, tanto en Francia como en Inglaterra a través de la conquista normanda, tenía por objetivo inicial definir la identidad de un caballero en los torneos. Las armas de este podían apelar a una variedad considerable de animales míticos, a veces muy semejantes. Así, a partir del grifo — que las familias guerreras hacen figurar para reivindicar la nobleza tanto del león como del águila—, aparecen criaturas imaginarias: el hipogrifo, por supuesto; pero también el opinicus, parecido al hipogrifo, pero con cuatro patas de león.

### Escultura
El escultor francés Antoine-Louis Barye (1795-1875) creó hacia aproximadamente 1840 la escultura Angélica y Roger montados sobre el hipogrifo, una escultura de bronce de 51,5 x 69 x 29 cm, conservada actualmente en el Museo del Louvre. La obra inspiró comentarios elogiosos, en especial, los de Gustave Planche en 1853:

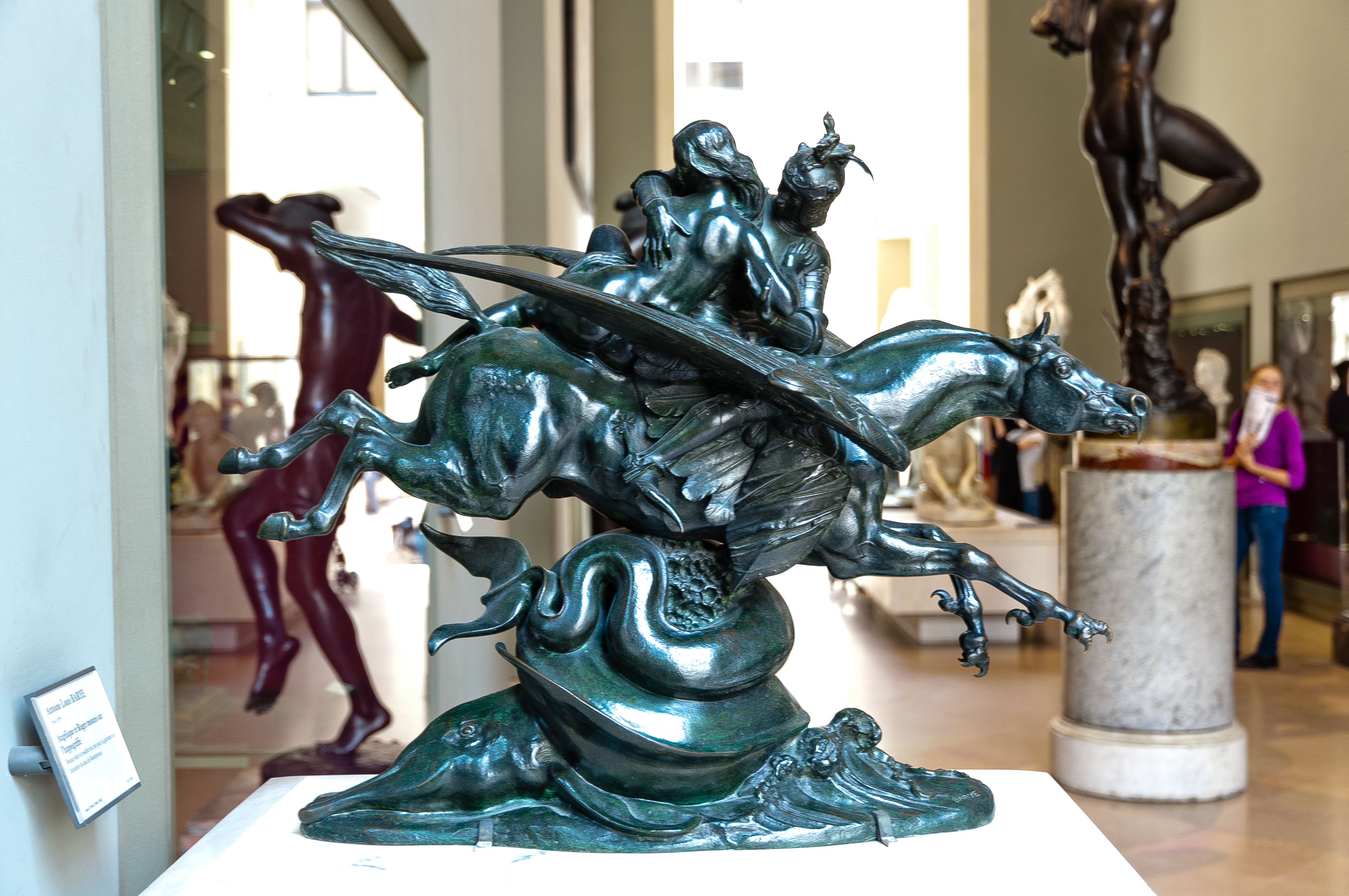
Vista general de perfil
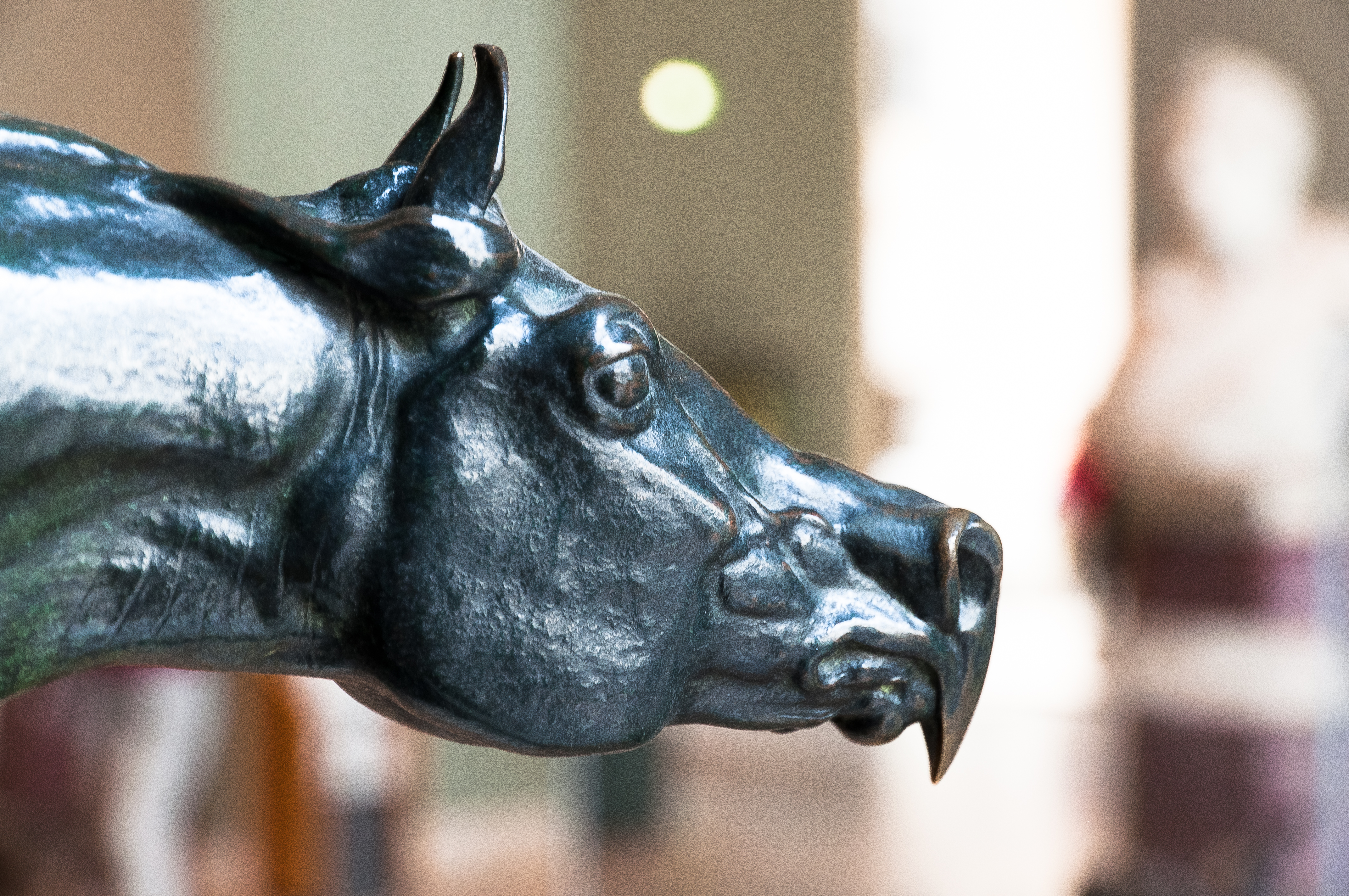
Detalle de la cabeza
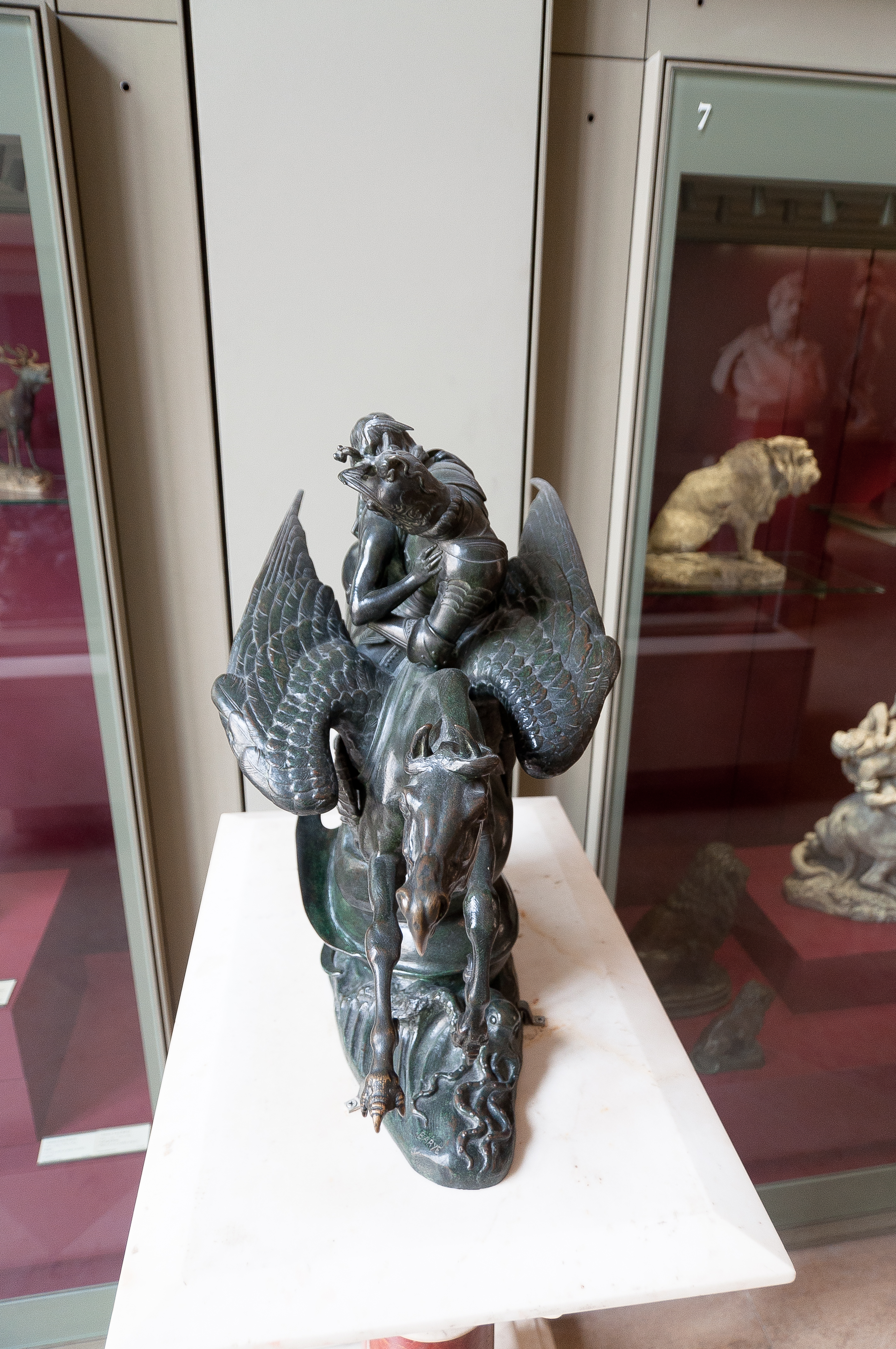
Vista de frente

Roger, montado sobre el hipogrifo, tiene en sus brazos a la bella Angélica. No necesito recordar este episodio, tomado del poema de Ariosto. De este lado como del otro de los Alpes, Orlando el furioso disfruta desde hace tiempo de una popularidad legítima y los personajes de este libro admirable son familiares a todas las memorias [...] El genio del Ariosto, el primer poeta de Italia después de Dante, viene maravillosamente a la inteligencia de M. Barye [...] En dos partes, es la misma libertad, la misma pasión por la fantasía entregada a sí misma. [...] El hipogrifo, cuyo tipo esbozado por Ariosto dejaba rienda suelta a la fantasía del artista, no ha sido comprendido por M. Barye menos felizmente que Angélica y Roger. Ese caballo maravilloso, del cual la naturaleza no proporciona un modelo, que tiene tanto del águila como del caballo, devora el espacio y sopla el fuego por sus fosas nasales dilatadas. Las alas atadas a la espalda, a la vez ligeras y potentes, se mueven con una rapidez que desafía a los ojos. Por último, en todo este conjunto singular hay una combinación tan hábil, una dirección tan perfecta, que el asombro desaparece pronto y da paso a un estudio más atento. El hipogrifo de M. Barye está diseñado tan naturalmente que pierde su carácter fabuloso. Aunque la ciencia aún no haya descubierto nada como eso y nos prueba incluso que nada semejante se nos presentara a la vista, aceptamos con gusto al hipogrifo como un caballo de una naturaleza particular, pero que ha vivido, que aún vive y nos lo podríamos encontrar. Esta impresión puramente poética y que la razón desaprueba, se explica por la precisión con la cual el autor ha sabido unir en conjunto, y por un arte que le es personal, al caballo y al pájaro. Si no hubiera poseído de manera magistral el pleno conocimiento de estas dos naturalezas tan diversas, nunca hubiera logrado acoplarlos en esta forma armoniosa. Iniciado en todos los secretos de su estructura, ha podido reunir sin esfuerzo las alas del águila al lomo del caballo
Gustave Planche. Portraits d'artistes: peintres et sculpteurs: Phidias, Raphael [...], Volumen 2

## Creencias y simbolismo

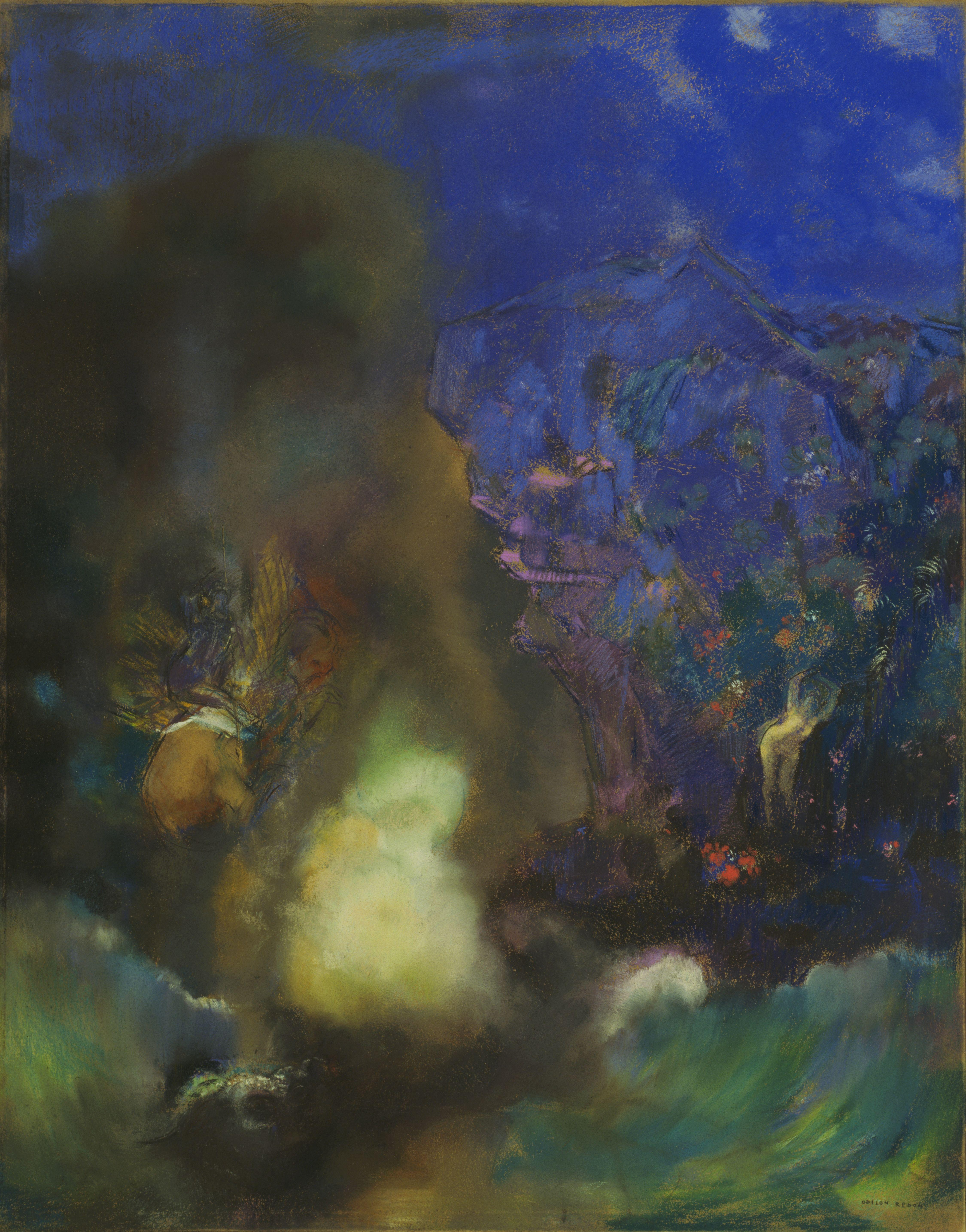
Roger y Angélica, pintura de Odilon Redon, 1910.

No existen estudios que permitan saber si el hipogrifo es (o era) objeto de creencias, como el dragón, las hadas o el unicornio. Según una tradición rescatada por el historiador catalán Vidal, en la Edad Media se suponía que este animal vivió cerca de Céret, en el condado de Rosellón. Allí, se encontrarían las huellas de sus garras sobre una roca cerca del Mas Carol. La posibilidad de una creencia en la existencia real del hipogrifo, tal como lo describe Ariosto, fue firmemente atacada en un ensayo científico sobre la religión en 1862, que sostenía que un animal así no podía ser una criatura divina ni tener existencia real. El hipogrifo era considerado como la amalgama de diversos animales y el autor agrega que, para sostener su peso, las alas serían tan pesadas que sería imposible ponerlas en movimiento, lo que prueba sin ambigüedades su inexistencia.

### Criptozoología

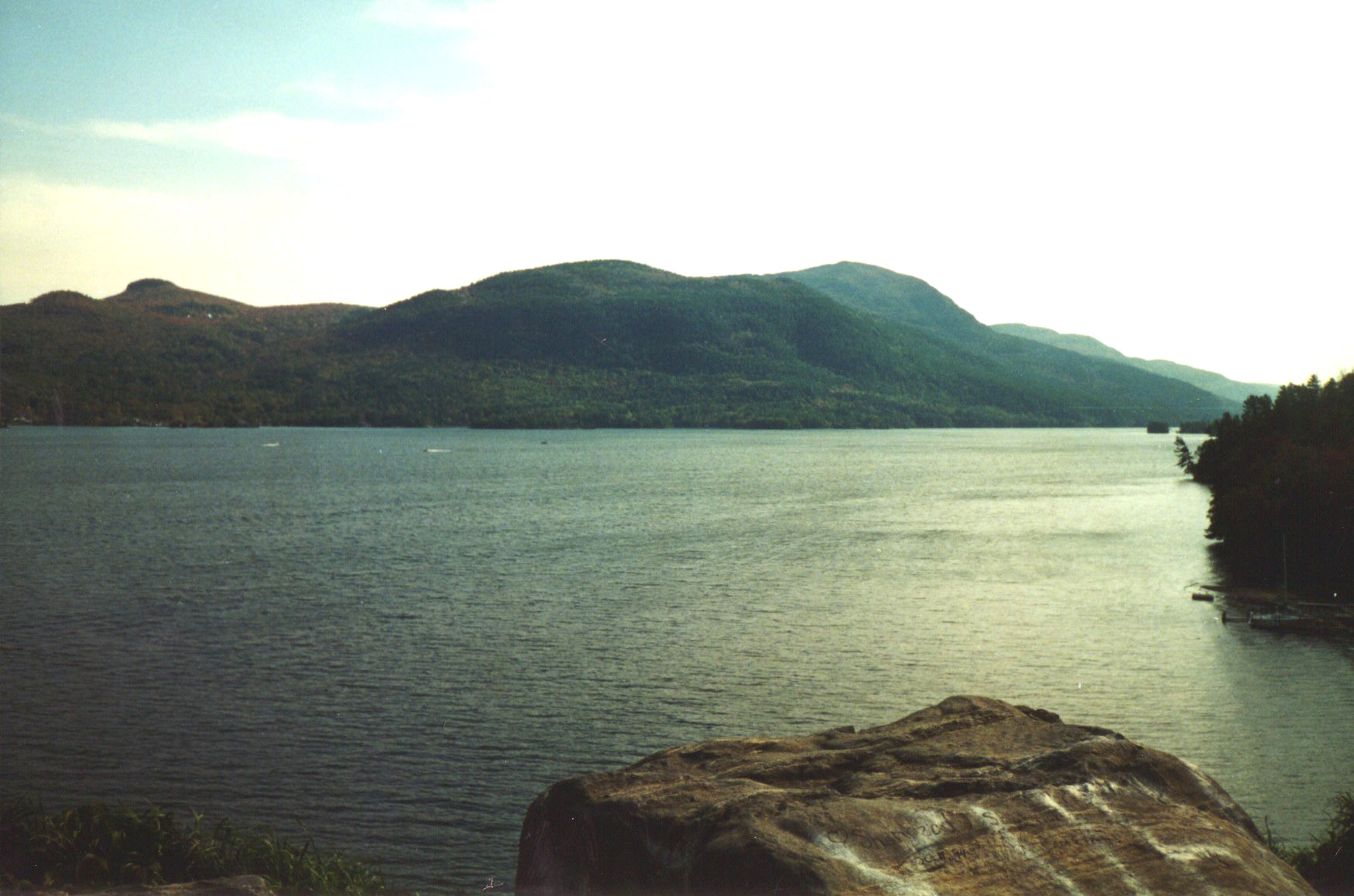
El lago George, donde un hipogrifo habría sido varias veces observado.

Diversos testimonios mencionan a una criatura parecida al hipogrifo (y llamada como tal) en las cercanías al lago George. Originalmente, se trató de un bulo de 1904 que pretendía hacer creer que existía una suerte de gran leviatán o hipogrifo en ese lago plácido del Estado de Nueva York. Los timadores fabricaron un «falso» monstruo, cuya cabeza evocaba un poco a un ave de presa provista de dientes y dos grandes orejas equinas, y que podía ser manipulada por debajo. Algunas apariciones del monstruo asustaron a la población y popularizaron el rumor de la existencia de una criatura llamada «el hipogrifo» en el lago. La historia se fue olvidando poco a poco, hasta que resurgió en 1999, cuando varias personas alojadas en el Island Harbour House Hotel afirmaron haber visto una criatura marina en plena noche. Después de algunas investigaciones, el antiguo bulo fue revelado por el Daily news y el Lake George Historical Association Museum, que creó una copia imperfecta del falso monstruo original en madera, con la finalidad de exponerlo al público en agosto de 2002.

### Simbolismo

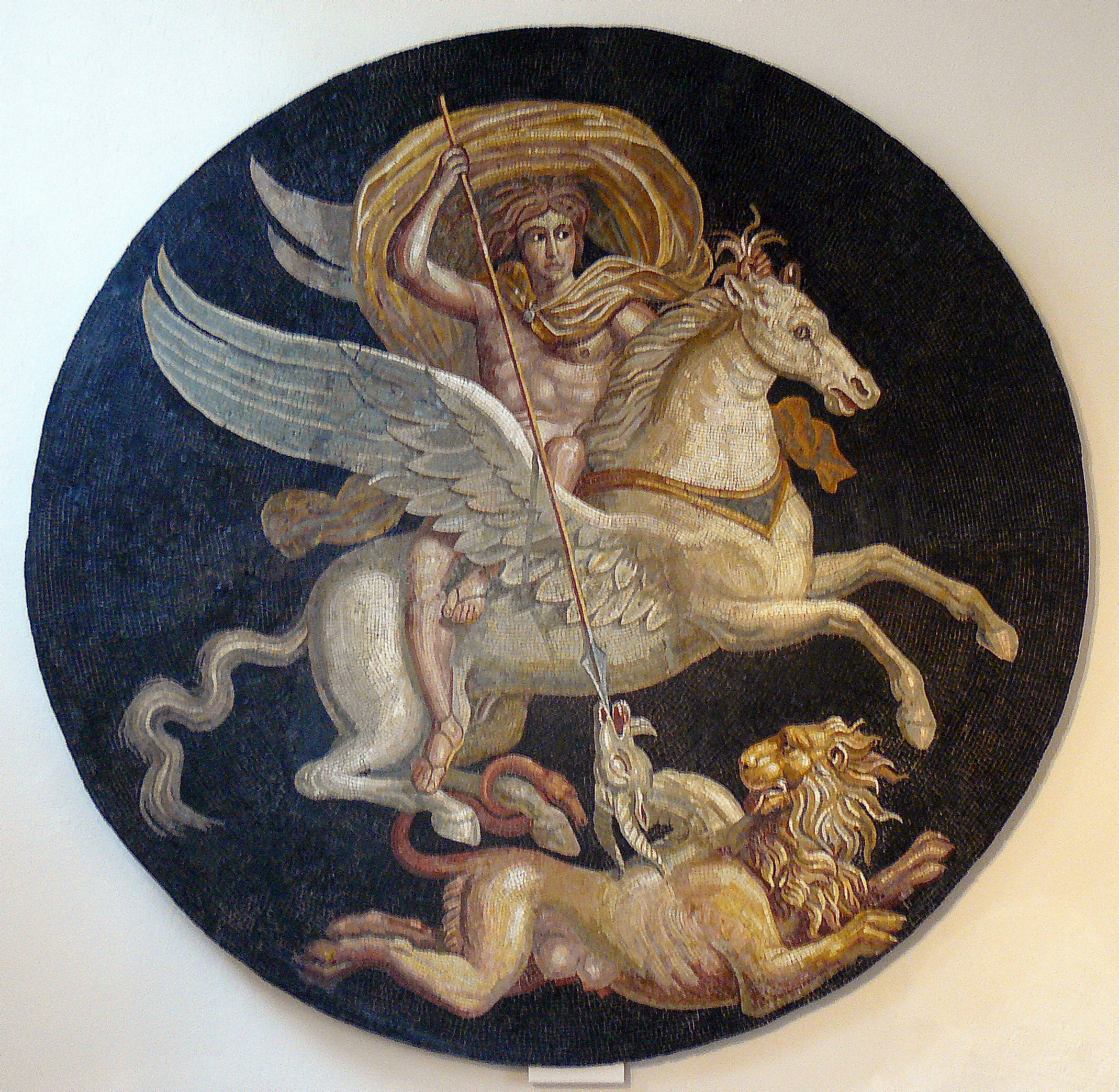
El caballo alado Pegaso es muy cercano al hipogrifo, con quien compartía su simbolismo.

Jorge Luis Borges remarcó que el grifo ya es un monstruo híbrido «lo que hace al hipogrifo ariosteano un monstruo o una invención de segundo grado». Cita a un cierto Pietro Micheli que lo habría considerado más armonioso que el caballo alado. Debido a su origen, el hipogrifo combina varios opuestos: hijo de un grifo y una yegua que, por lo general, sirve como presa, es una mezcla de animal doméstico (el caballo) y salvaje (águila y león), terrestre (caballo y león) y aéreo (águila), y un «todo de animalidad». Descrito como la montura fabulosa de batalla de los héroes, se convierte en alegoría de los impulsos descontrolados en el Orlando furioso; pero también en símbolo de las hazañas marítimas que marcan la transición al Renacimiento: el hipogrifo da la vuelta al mundo sobrevolando el mar, lo que remite a las grandes exploraciones de Fernando de Magallanes y Cristóbal Colón. Es probable que Ariosto se haya servido de los mapas de Ptolomeo para describir los viajes de su caballo, un viaje que, por otra parte, refleja la visión del mundo en esa época. La percepción del hipogrifo puede ser diferente, a imagen del caballo que lleva a sus caballeros hacia el cielo en «un impulso hacia ámbitos creativos» o incluso del símbolo del amor.
Una gran cantidad de autores relacionan al hipogrifo con Pegaso, montura de poetas, pero también símbolo de muerte, en el cual ven al antepasado de la montura de Ariosto. Este vínculo da una dimensión más poética al hipogrifo y lo une al poder de la imaginación humana. No obstante, otros autores dicen que el hipogrifo es visto claramente como una montura de guerreros, a diferencia de Pegaso.
El autor esotérico D. J. Conway ve el hipogrifo como una criatura del plano astral, que tiene por función llevar a sus caballeros por la vía espiritual y hacerles vivir fuertes experiencias místicas, particularmente para viajar entre los mundos durante las meditaciones. El hipogrifo expresaría igualmente cierto rechazo de la autoridad.

## El hipogrifo en la cultura popular contemporánea

Representación moderna de un hipogrifo.

Si el hipogrifo aparece en la literatura de inicios del siglo XX, recientemente ha vuelto a escena gracias a los juegos de rol, especialmente, Dungeons & Dragons y la saga Warcraft, que lo han incluido en sus bestiarios; y sobre todo gracias a la saga Harry Potter, que lo ha popularizado enormemente ante el público joven y ha permitido un gran resurgimiento del interés por la criatura.
En la novela gráfica The Sandman creado por Neil Gaiman, uno de los tres guardianas del dominio de Sueño es un hipogrifo.
Según Jorge Luis Borges, el hecho de que generalmente los grifos consideren a los caballos como una presa y que sean sus enemigos mortales explica la gran rareza de esta criatura. En algunas representaciones modernas, el hipogrifo posee las cuatro patas de los equinos y mantiene del águila solo la cabeza y las alas.
Los juegos de rol y obras de fantasía modernas pueden describirlo como omnívoro, que se alimenta indiferentemente de plantas o de carne, o carnívoro y, a menudo, muy peligrosos. Sirve generalmente de montura y puede ser domesticado por diversas técnicas, según el universo interno de los juegos (a diferencia del grifo, raramente visto como una montura).

## Literatura delsigloXX
El hipogrifo resurge en las obras satíricas de Ambrose Bierce, Diccionario del Diablo, publicado en 1911, donde se le describe como "un animal (ahora extinto), que era mitad caballo y mitad grifo. El grifo en sí era mitad león y mitad águila, el hipogrifo es en realidad una cuarta parte águila, que es equivalente a dos dólares y cincuenta centavos en oro. El estudio de la zoología está lleno de sorpresas". Eric Rücker Eddison menciona al hipogrifo en 1922 en su novela El Gusano Ouroboros y Arnold Sundgaard describe en detalle una de estas criaturas en su poema llamado El Hipogrifo:
| Arnold Sundgaard, The Hippogriff | Traducción castellana |
| --- | --- |
| When Mare and Griffin meet and mate Their offspring share a curious fate. One half is Horse with hooves and tail, The rest is Eagle, claws and nail. As a Horse it likes to graze In summer meadows doused in haze, Yet as an Eagle it can fly Above the clouds where dreams drift by. With such a Beast I am enthralled, The Hippogriff this beast is called. | Cuando la Yegua y el Grifo se encuentran y se aparean Sus descendientes tienen un curioso destino. Una mitad es Caballo con pezuñas y cola, El resto es del Águila, garras y uñas. Como un Caballo le gusta pastar El verano en las praderas que la niebla vuelve húmeda Sin embargo, como un águila puede volar Por encima de las nubes donde desfilan los sueños. Una bestia me fascina, Hipogrifo es su nombre. |

Diversos universos de fantasía incluyen al hipogrifo en su bestiario, como en el caso de Xanth.

### Universo deHarry Potter

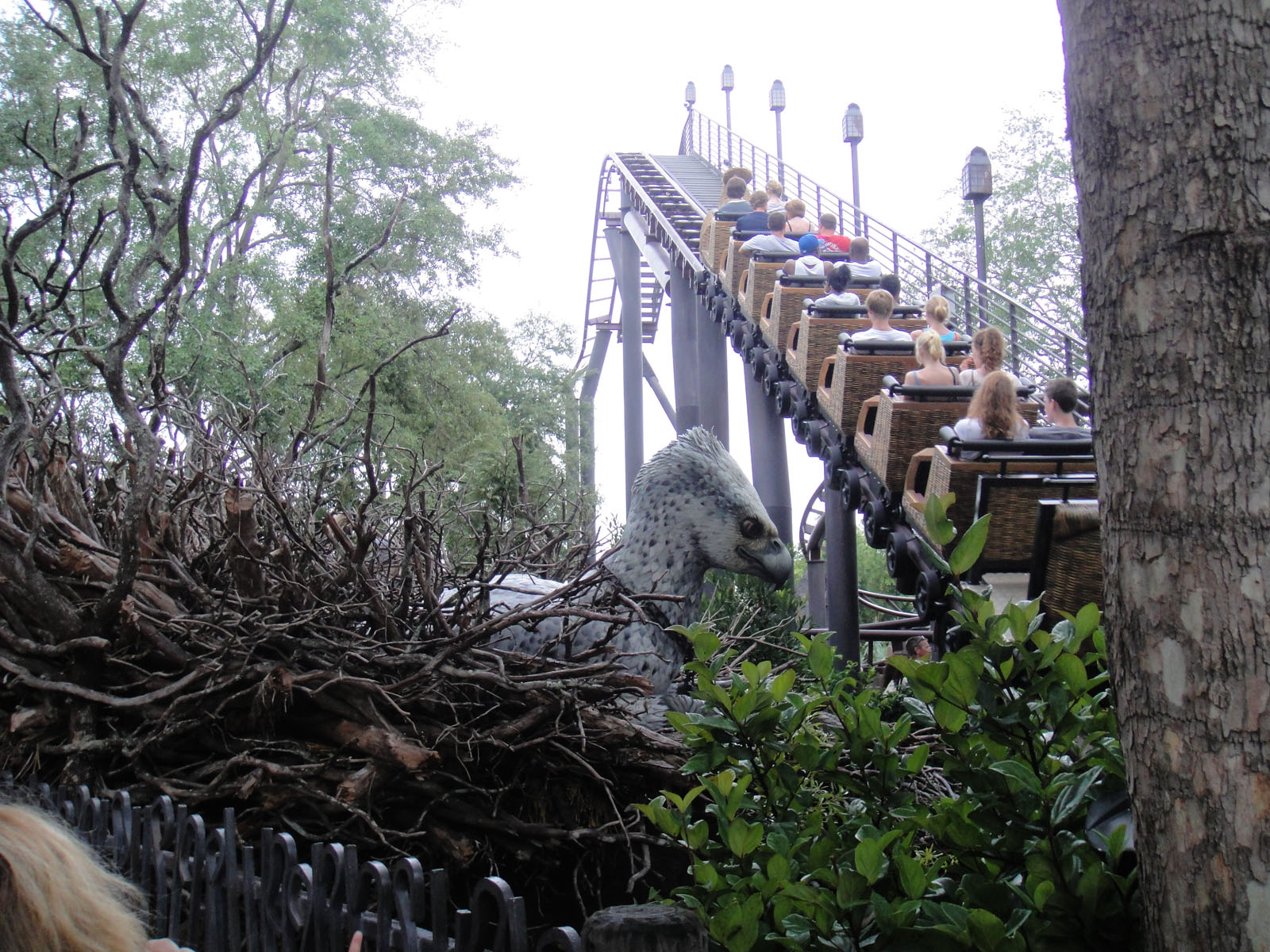
La atracción Flight of the Hippogriff en The Wizarding World of Harry Potter, donde podemos ver una representación de Buckbeak.

Al igual que en los textos más antiguos, el hipogrifo de las novelas de la serie de Harry Potter de J. K. Rowling es una criatura voladora cuya cabeza, torso, alas y patas delanteras son las de un águila y el cuerpo (incluyendo las patas traseras y la cola) son la de un caballo. Sus ojos son de color naranja, pero el color de su pelaje / plumaje puede tener muchos matices, como blanco, negro, bronce, verde, marrón-rojo, azul-gris y rosado, además de los colores normales de los caballos. La envergadura de un adulto es de unos cuatro metros. Estas criaturas son carnívoras y sumamente peligrosas, ya que no están entrenados, su entrenamiento debe ser ayudado solo por brujos o brujas calificados. A pesar de que en parte parecen animales, los hipogrifos entienden el lenguaje humano y poseen un agudo sentido de cortesía, al igual que Buckbeak, en la saga más famosa del hipogrifo, hiere a Draco Malfoy después de darse cuenta de que este le insulta, en la novela de Harry Potter y el prisionero de Azkaban. El hipogrifo se considera una criatura mágica "legal" en el mundo de la magia.
Buckbeak ha sido modelado en gráficos por ordenador de la película de  Harry Potter y el prisionero de Azkaban y aparece en varios momentos de la saga cinematográfica. En su versión original, la película Harry Potter y el cáliz de fuego contiene una canción de Jarvis Cocker titulada Do The Hippogriff.
Un cierto número de fanes de Harry Potter pensó que J. K. Rowling inventó el hipogrifo, un diseñador gráfico que modeló a Buckbeak (con Alfonso Cuarón) también muestra a J. K. Rowling en una entrevista para el DVD extra de la película Harry Potter y el prisionero de Azkaban diciendo: "¡No olvides quién lo inventó! Y aquí está. Y J. K. Rowling respondió "no haber inventado la criatura, tal como existe en la mitología.".

### Juegos
El hipogrifo forma parte del bestiario de muchos juegos de rol y juegos de video. En Super Nintendo, en el juego Demon's Crest (Cresta del Demonio) se presenta al "Hipogrifo" como un miniboss alado, uno de los más fáciles de vencer. En la extensión Cadenas de Promathia del MMORPG Final Fantasy XI, el hipogrifo se puede cruzar y luchar en varias zonas del juego, y en Final Fantasy XIV, estas criaturas son una familia, incluyendo, por ejemplo, el hipocerf. En Castlevania: Symphony of the Night en el PlayStation de Sony, un hipogrifo aparece como jefe. En Suikoden II, el hipogrifo a veces aparece como enemigo en los combates aleatorios en la zona del Castillo Rockaxe. En el MMORPG Flyff, el hipogrifo aumenta la defensa del personaje.

#### Dragones y mazmorras
El hipogrifo es una gran criatura voladora del juego de rol Dungeons & Dragons, como una bestia, al igual que su figura legendaria. Particularmente agresivo, es omnívoro, con gran voracidad y no duda en ir tras todos los humanoides para alimentarse. Por lo general, mide aproximadamente 2,70 metros de largo, tiene una envergadura de 6 metros y un peso aproximado de 500 kg. Caza sobre la parte inferior de su presa antes de rozarla con sus garras o picos y piernas. Entre los varios ataques de los hipogrifos, está la táctica de abalanzarse, uno después del otro, sobre los intrusos, para no dejar que escapen. Luchan hasta la muerte para defender sus nidos y sus crías, muy buscadas en muchas áreas porque son excelentes monturas una vez domesticadas. De hecho, un hipogrifo debe estar preparado antes de aceptar a un jinete, esto le toma alrededor de 6 semanas. Se necesita una silla especial para montar semejante criatura. En la campaña de Eberron, el hipogrifo es el animal Heráldico de la Dragonmarked House Vadalis.

#### Warhammer
El hipogrifo del universo de Warhammer es el resultado de una evolución natural o experimentos de cruzamientos genéticos llevados a cabo por las brujas o magos. Al igual que el hipogrifo medieval, tiene la cabeza, el torso, las garras y las alas de un águila, y la cola, patas traseras y una cola de caballo. Está cubierto en la parte delantera por plumas y pelo en la parte posterior. Su plumaje y su pelaje es generalmente rojizo o marrón claro y tiene la distinción de llamarle la atención lo que reluce: el oro, la plata, piedras preciosas y las joyas. Esta criatura también se utiliza para montar los ejércitos de Bretonia.

### Warcraft
En el universo de Warcraft, el hipogrifo aparecen en el juego de PC Warcraft III donde se encuentran una unidad de combate de los elfos de la noche. En el MMORPG World of Warcraft, que al contrario de la descripción original, se describe como una mezcla de ciervo y cuervo. Juraron su lealtad a los elfos de la noche en honor a Cenarius y vigilan los cielos del norte de Kalimdor, donde también sirven como monturas voladoras. Están representados en azul-verde con cuernos en la cabeza, este aspecto es mucho más cercano a la del Peryton que al del hipogrifo.

## Anexo

#### Traducciones y estudios sobre Orlando Furioso
- Ariosto, Ludovico (1850) [1516].  Havard, Gustave, ed. Orlando furioso (en francés). p. 476. Consultado el 9 de enero de 2012.
- Ariosto, Ludovico (1975). Orlando furioso (en inglés). Penguin classics. ISBN 9780140443110. Consultado el 9 de enero de 2012.
- Shapiro, Marianne (1988). The Poetics of Ariosto (en inglés). Detroit: Wayne State University Press. pp. 278. ISBN 9780814318942. Consultado el 9 de enero de 2012.